# 尧棒乡
尧棒乡，是中华人民共和国贵州省黔南布依族苗族自治州独山县一个已撤销的乡级行政区。
2013年6月28日，贵州省人民政府批复同意独山县行政区划调整，撤销尧棒乡，将其所辖行政区域划归麻尾镇。